# (9730) 1982 FA
(9730) 1982 FA là một tiểu hành tinh vành đai chính. Nó được phát hiện bởi Michael L. Sitko và W. A. Stern ở Mount Lemmon Observatory ở Arizona ngày 23 tháng 3 năm 1982.